# Deacon Jones
Carroll Elmer "Deacon" Jones, född den 20 december 1892 i Arcadia i Kansas (enligt Baseball-Reference.com den 20 december 1893 i Oskaloosa i Missouri), död den 28 december 1952 i Pittsburg i Kansas, var en amerikansk professionell basebollspelare som spelade tre säsonger i Major League Baseball (MLB) 1916–1918. Jones var högerhänt pitcher.

## Karriär

### Major League Baseball

#### Detroit Tigers
Jones debuterade i MLB för Detroit Tigers den 23 september 1916, men han deltog bara i den matchen för Tigers den säsongen.
1917 spelade Jones 24 matcher, varav sex starter. Han var 4-4 (fyra vinster och fyra förluster) och hade en earned run average (ERA) på 2,92.
1918, som blev hans sista säsong i MLB, spelade Jones 21 matcher, varav fyra starter. Han var 3-2 med en ERA på 3,09. Han spelade även en match som outfielder.
Jones pitchade totalt 151 inningar i MLB, men släppte inte till en enda homerun.

### Minor League Baseball
Jones karriär i Minor League Baseball (MiLB) varade 1914–1916 och 1919–1921 och omfattade 133 matcher. Han spelade bland annat i Pacific Coast League.

### Webbkällor
- ”Deacon Jones Stats, Video Highlights, Photos, Bio” (på engelska). Major League Baseball. http://mlb.mlb.com/team/player.jsp?player_id=116666. Läst 10 april 2015.
- ”Deacon Jones Statistics and History” (på engelska). Baseball-Reference.com. http://www.baseball-reference.com/players/j/jonesde01.shtml. Läst 10 april 2015.
- ”Deacon Jones Minor League Statistics & History” (på engelska). Baseball-Reference.com. http://www.baseball-reference.com/minors/player.cgi?id=jones-006car. Läst 10 april 2015.